# ペガサス幻想/永遠ブルー
「ペガサス幻想/永遠ブルー」（ペガサスファンタジー えいえんブルー、英名：Pegasus Fantasy and Blue Forever）は、MAKE-UPの4枚目のシングル。規格品番は15CC-8050。

## 概要
両曲はテレビ朝日系で放送されたテレビアニメ『聖闘士星矢』の初代OP/ED。1988年7月21日に2代目OP/EDも収録された「聖闘士星矢 Single」が、2009年1月7日には2009 ver.がそれぞれ発売された。

## 収録曲
1. ペガサス幻想
作詞：竜真知子 / 作曲：松澤浩明、山田信夫 / 編曲・歌：MAKE-UP
2. 永遠ブルー
作詞：竜真知子 / 作曲：松澤浩明、山田信夫、河野陽吾 / 編曲・歌：MAKE-UP

## 収録アルバム
- GLORY DAYS〜MAKE-UP BEST COLLECTION（#1のみ、1989年8月1日）
- ROCK JOINT BAZZAR（#1のみ、1993年3月21日）
- GOLDEN☆BEST MAKE-UP （2012年10月31日）

## カヴァーしたアーティスト
ペガサス幻想
- ハイロード - 『Breath Of Eternity』（2002年8月21日）※日本盤ボーナストラック
- アニメタル - 『アニメタルマラソンV』（2003年6月25日）
- 阪口大助 - 『百歌声爛 男性声優編』（2007年9月19日）
- 菅沼久義 - 『百歌声爛 男性声優編II』（2008年1月23日）
- EIZO Japan - 『EIZO Japan1』（2009年8月21日）
- つるの剛士 - 『つるのうた』（2009年4月22日）
- 桐井大介 - 『新・百歌声爛 男性声優編』（2010年4月14日）
- アニメタルUSA - 『アニメタルUSA』（2011年11月12日）
- 細谷佳正 - 『新・百歌声爛 男性声優編II』（2012年2月8日）
- 中川翔子 - 『ペガサス幻想 ver.Ω』（2012年7月11日）
- 堀川りょう - 『堀川りょうのアニソン歌ってみた』（2014年11月5日）
- 遠藤正明 - 『ENSON3〜COVER SONGS COLLECTION Vol.3〜』（2015年10月7日）
- 古谷徹-聖闘士星矢 「SONG COLLECTION」　(2016年8月16日)
- Mary's Blood - 『Re>Animator』（2020年8月26日）